# Alexander Oppenheim
Alexander Oppenheim   (Salford, 4 de febrer de 1903 - Henley-on-Thames, 13 de desembre de 1997) va ser un matemàtic britànic.
Oppenheim va ser escolaritzat a la Manchester Grammar School i, després, va aconseguir una beca per estudiar al Balliol College de la universitat d'Oxford. A continuació va estar uns anys fent recerca a Oxford amb Godfrey Harold Hardy i a la universitat de Chicago amb Leonard Dickson. Després de donar classes a Edimburg, Oppenheim va ser nomenat el 1931 professor de matemàtiques del Raffles College de Singapur. El 1942, durant l'ocupació japonesa, va ser fet presoner i no va ser alliberat fins al 1945. Durant el seu arrest, va organitzar una "universitat" al camp de presoners. Després de la guerra, va tornar al Raffles College fins al 1949 en que va ocupar places docents simultànies a la Universitat Nacional de Singapur i a la universitat de Malàisia, essent vice-rector fins que es va retirar el 1965. Després de retirar-se encara va ocupar llocs docents a les universitats de Reading, Ghana i Benin.
Les recerques d'Oppenheim van ser sobre tot en teoria de nombres. És recordat per la conjectura d'Oppenheim (1929) que va estimular un enorme interès, i que, finalment, va ser demostrada per Grigori Margulis el 1976.